# ワイン圧搾機

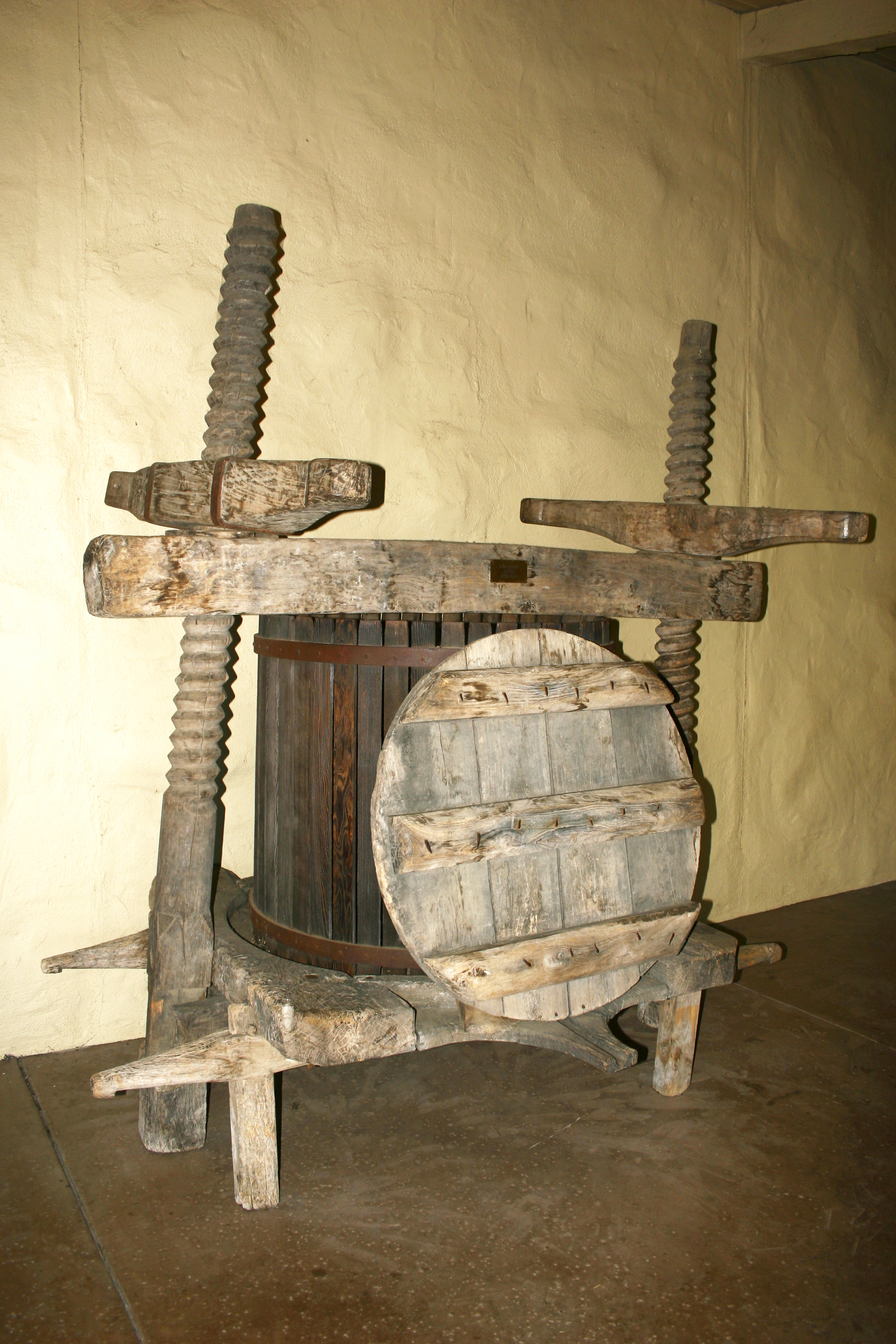
16世紀のワイン圧搾機

ワイン圧搾機（ワインあっさくき）、ワインプレス機（ワインプレスき）、または搾汁機（さくじゅうき）は、ワイン醸造 (Winemaking) の工程で、破砕したブドウから果汁を搾るために用いる器具である。ワイン醸造者によって様々な形態の圧搾器が用いられるが、全般的な機能は同じである。各種類の圧搾機は、果実（主にブドウ）から果汁を絞り出すために適度に制御した圧力を及ぼす。圧力は、特にブドウの場合、種を潰したり、ワインに好ましくない縮合型タンニンを含めたりしないように制御しなければならない。ワインは紀元前6000年より前に作られ、2011年にアルメニアで、6000年前の赤ワインと共にワイン圧搾機が発掘された。

## 圧搾機の種類

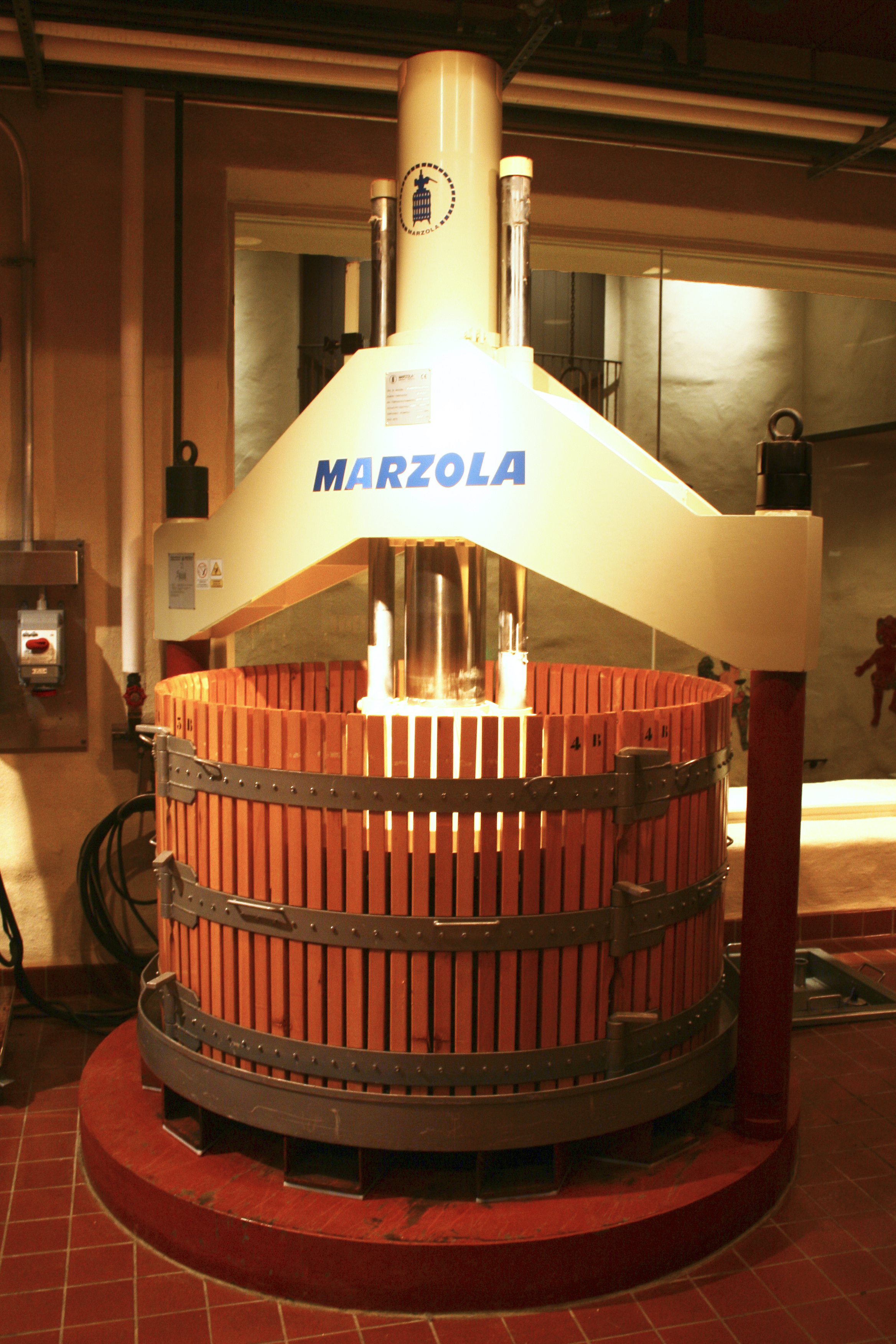
ワイン圧搾機

### 籠式（垂直式）
籠式圧搾機では、大きな籠に潰したブドウを入れる。果物の上から板を押し下げる圧力をかける。板を押し下げる仕組みは、ネジまたは水圧部品であることが多い。果汁は籠の隙間から流れる。籠式の圧搾機は最初に作られた仕組みの圧搾機であり、基本設計は1000年近く変わっていない。

### 水平（スクリュー）式
水平スクリュー圧搾機は、籠式と同じ原理を用いて動作する。ブドウに圧力を与えて押し下げる板の替わりに、横置きしたシリンダー内の両端の板でブドウを搾る。一般に、扱えるブドウの量は籠式よりも格段に多い。

### 空気圧式
空気圧式圧搾機は、両端が閉じた大きなシリンダーからなり、この中に果物を入れる。ブドウを圧搾するために、大きな空気袋を膨らましてブドウを押し出す。その際にシリンダーを回転させ、ブドウにかかる圧力を均等にする。

### 連続（スクリュー）式
連続スクリュー式の圧搾機は、上記の圧搾機と異なり、一度に一定量のワインを処理する仕組みではない。替わりにアルキメディアン・スクリューを使用してブドウを機器の外壁に連続して押し上げる。果汁が絞り出され、パミス (Pomace) が連続して端から排出される。この種類の圧搾機がテーブルワイン生産で使用されることは少なく、いくつかの国では高品質のワインでの使用を禁じている。

## ワイン圧搾機の例

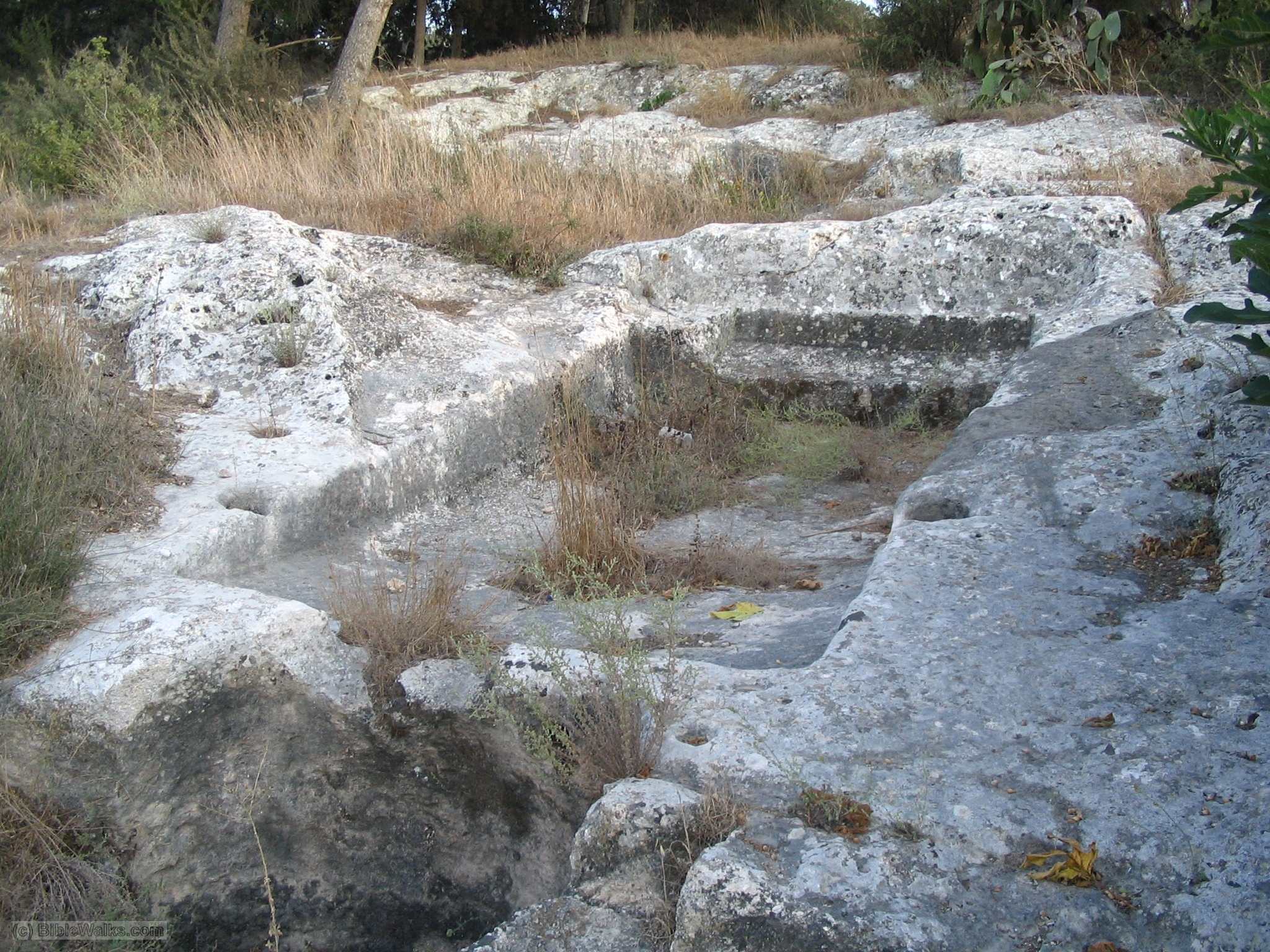
イスラエルの古代のワイン圧搾機、中央に圧搾場所があり左下に離れた貯蔵桶がある。
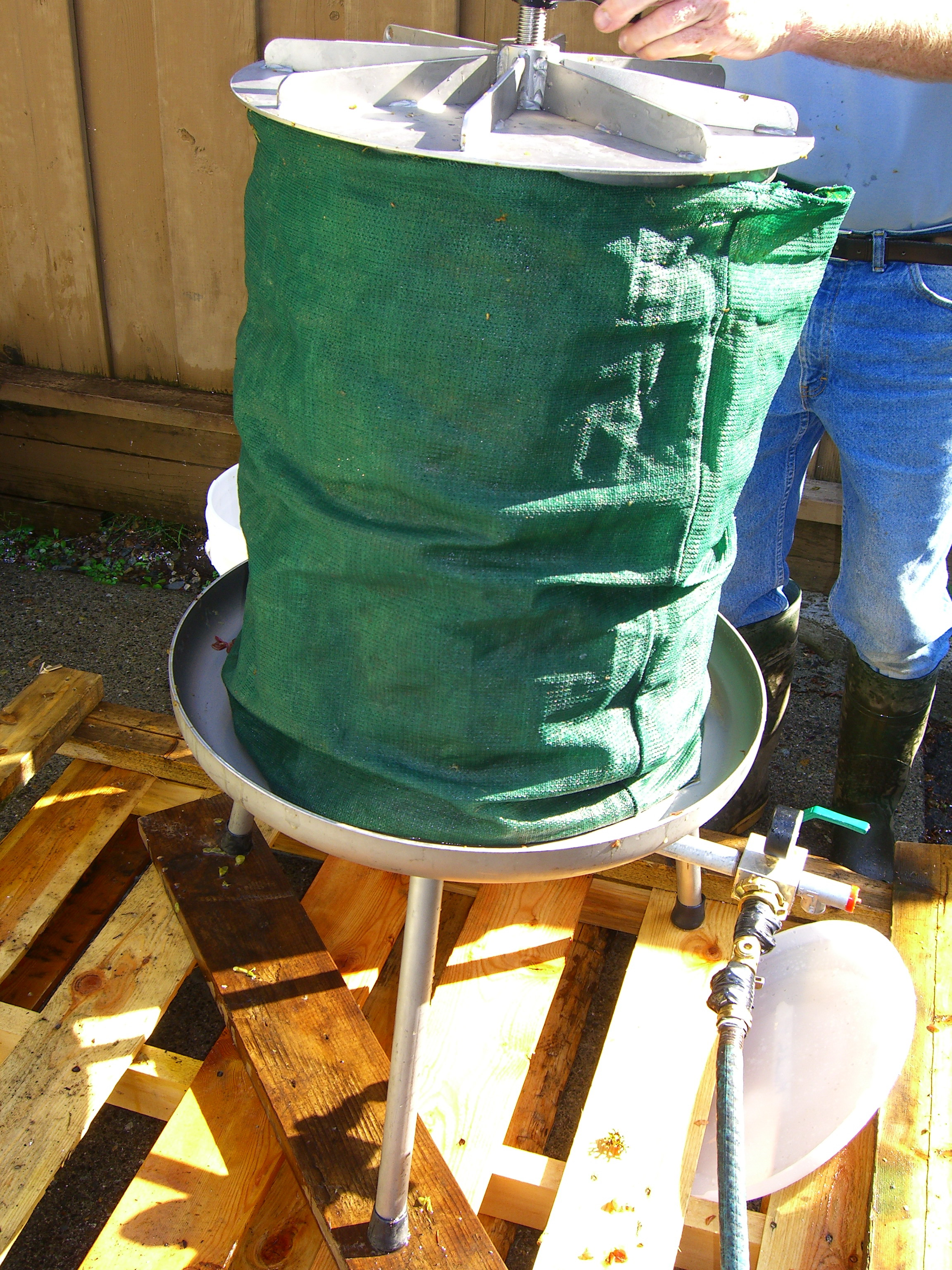
空気圧式圧搾機
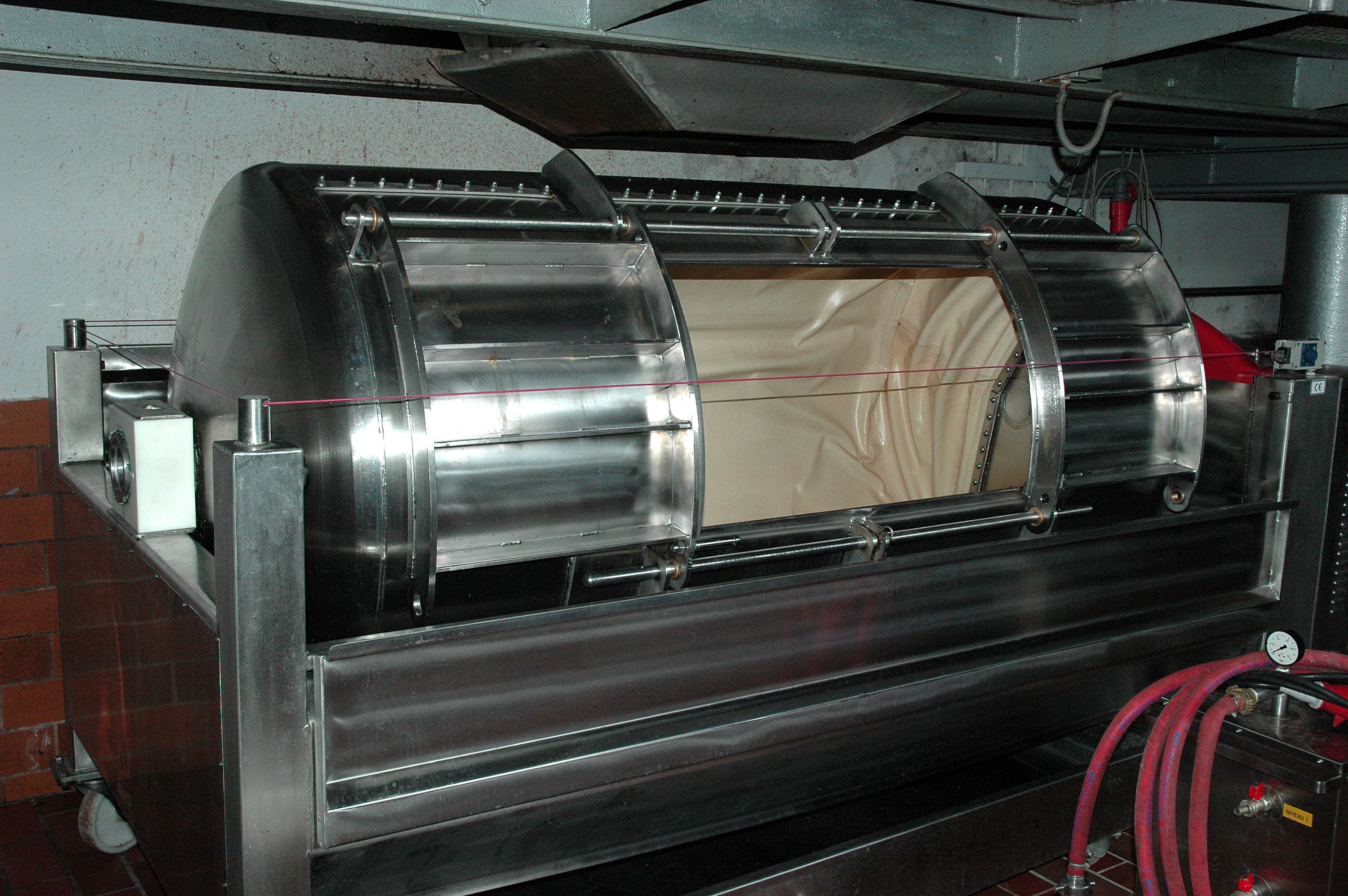
水平空気圧式圧搾機